# جورج واشنطن هيل
جورج واشنطن هيل (بالإنجليزية: George Washington Hill)‏ هو شخصية أعمال أمريكي، ولد في 22 أكتوبر 1884، وتوفي في 13 سبتمبر 1946.

## وصلات خارجية
- جورج واشنطن هيل على موقع الموسوعة البريطانية (الإنجليزية)